# Galleon (Zweedse band)
Galleon is een Zweedse band, oorspronkelijk opgericht in 1985.
De originele samenstelling van de band, die toen nog opereerde onder de naam Aragon bestond uit:
- Mike Värn – gitaar
- Göran Fors - basgitaar en zang
- Dan Fors – slagwerk.

Een ingezonden eerste demo viel in 1989 in goede aarde, behalve de naam kon niet door de beugel. Destijds was er een Australische band, die die naam al droeg en in die tijd beroemd was in de scene van de progressieve rock. Het duurde uiteindelijk tot 1993 voordat hun eerste muziekalbum uitkwam: Lynx. De band was voor die gelegenheid uitgebreid met Ulf Pettersson (toetsen), maar die vertrok vlak na het album. Na een aantal audities, waarbij geen geschikte kandidaat werd gevonden, trad Pettersson weer toe tot de band. Hun magnum opus tot nu toe (2008) is From Ocean to Land, tegelijkertijd was het ook een struikelblok om verder te gaan. Pas na vier jaar volgde een nieuw album, dat al een jaar eerder was aangekondigd.

## Discografie
- 1993: Lynx
- 1994: Heritage and visions
- 1995: At this moment in time (Ep voor Japan)
- 1995: King of Aragon
- 1996: The all European hero
- 1998: Mind over matter
- 2000: Beyond dreams
- 2003: From land to ocean
- 2007: Engines of creation
- 2010: In the wake of the moon